# Compsa montana
Compsa montana là một loài bọ cánh cứng trong họ Cerambycidae.